# Comtat de Caralt

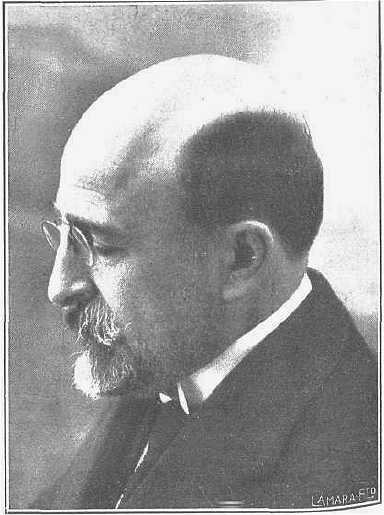
Josep de Caralt i Sala, primer comte de Caralt, ministre d'Hisenda i president de Foment del Treball Nacional

El Comtat de Caralt és un títol nobiliari espanyol, creat el 29 de desembre de 1916 (Reial decret de 23 d'agost de 1916) pel rei Alfons XIII d'Espanya, per a l'industrial català Josep de Caralt i Sala (1862-1944), Senador del Regne i Ministre d'Hisenda.

## Comtes de Caralt
|                         | Titular                          | Període                 |
| Creació per Alfons XIII | Creació per Alfons XIII          | Creació per Alfons XIII |
| ----------------------- | -------------------------------- | ----------------------- |
| I                       | Josep de Caralt i Sala           | 1916-1944               |
| II                      | Josep Maria de Caralt i Borrell  | 1945-1984               |
| III                     | Josep de Caralt i Garriga-Nogués | 1985-                   |

## Història
- Josep de Caralt i Sala, I comte de Caralt, fill de Delmir de Caralt i Matheu (1835-1914) i de Filomena Sala i Tió[2] (1840-1923),[3] nascut a Barcelona el 19 d'agost de 1862 i mort el 12 de setembre de 1944 a Sant Andreu de Llavaneres.

1. Casat amb Montserrat Fradera Gal (†1940)[4] el 6 de maig de 1885 a Barcelona,[cal citació] el succeí el seu net:

- Josep Maria de Caralt i Borrell, II comte de Caralt, enginyer industrial, nascut a Barcelona el 14 de febrer de 1910, fill de Josep Maria de Caralt i Fradera (†1936) i Amèlia de Borrell i de Vilanova, casats a Barcelona el 23 de març de 1908,[cal citació] i mort el 5 de setembre de 1984[5] a Can Caralt.[6]

1. Casat amb Maria Garriga-Nogués i Bernet, el succeí el seu fill:

- Josep de Caralt i Garriga-Nogués, III comte de Caralt, nascut a Barcelona l'1 de gener de 1935.[7]

1. Casat amb Maria Lluïsa de Moxó i Alonso-Martínez, dels marquesos de Sant Mori, el 13 de juliol de 1965,[8] eel matrimoni nasqueren 5 fills: les bessones Ágata i Sonsoles, el 21 d'abril de 1966 a Barcelona;[9] José, el 22 d'abril de 1967; Diego, el 30 de novembre de 1969 i Beatriz, el 10 d'octubre de 1976.[cal citació]